# Sântandrei (Bihor)

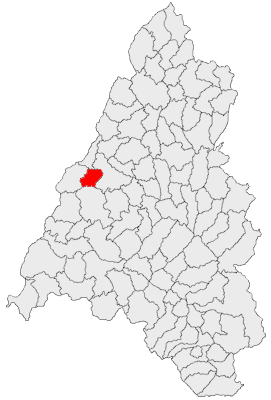
Lage der Gemeinde Sântandrei im Kreis Bihor

Sântandrei oder Sîntandrei [ˈsɨntandrei] (ungarisch Biharszentandrás) ist eine Gemeinde im Kreis Bihor im Nordwesten Rumäniens.

## Lage
Sântandrei liegt im Westen des Kreises Bihor, nahe der Grenze zu Ungarn, 10 Kilometer vor Oradea an der Verlängerung der Bahnstrecke Gyoma–Körösnagyharsány. Zur Gemeinde gehört neben dem Hauptort auch das Dorf Palota (deutsch Neupalota).
80 % der Einwohner sind Rumänen, ca. 4 % deutschstämmige Sathmarer Schwaben.

## Nachbarorte
| Borș            | Sintion                                     | Oradea |
| Girișu de Criș  | Kompassrose, die auf Nachbargemeinden zeigt | Oradea |
| Livada de Bihor | Livada de Bihor                             | Oradea |